# Haruspex insulsus
Haruspex insulsus là một loài bọ cánh cứng trong họ Cerambycidae.